# Hamrin
Hamrin is een stad in het noorden van Irak in de provincie Diyala. De stad ligt aan de westelijke oever van een kunstmatig meer met dezelfde naam, beide aan het zuidelijke uiterste van het Hamringebergte. In Hamrin wonen ongeveer 25.000 mensen. 
De meeste inkomsten komen uit visserij en zelfvoorzieningslandbouw. 
Hamrin ligt aan de westelijke oever van het Hamrinmeer, aan de zuidpunt van het Hamringebergte. De Hemrindam, die het Hamrinmeer vormt, werd in 1981 gebouwd als een kunstmatige dam om meer dan twee miljard kubieke meter water vast te houden. Het is een bron van vis en levert ook water voor nabijgelegen dadelpalmboomgaarden en andere boerderijen. In juni 2008 werd gemeld dat als gevolg van de Iraanse afdamming van de rivier de Alwand, het meer bijna 80% van zijn capaciteit had verloren.